# Ponte Salgueiro Maia

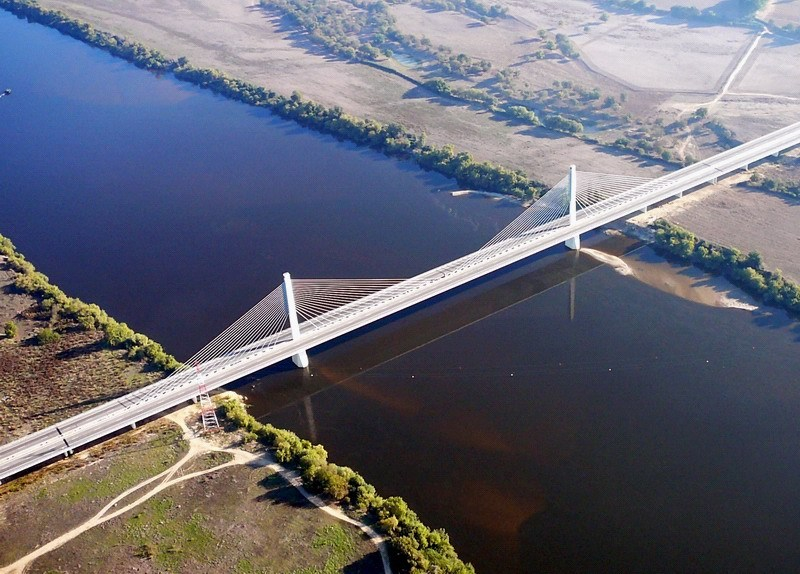
Luftaufnahme der Brücke

Die Ponte Salgueiro Maia ist eine Straßenbrücke in Portugal. Sie wurde am 11. Juni 2000 eingeweiht und überspannt bei Santarém den Tejo. Über die Brücke führte die Fernverkehrsstraße IC10, nun die Autobahn A13. Sie entlastet die Ponte D. Luís I, die bisher einzige Straßenbrücke über den Tejo in dieser Gegend.
Die Ponte Salgueiro Maia ist eine zweihüftige, 570 m lange Schrägseilbrücke mit je zwei Fahrspuren und einer Standspur. An die Schrägseilbrücke schließen sich lange Vorlandbrücken über das Hochwasserbett des Tejo an. Das Brückenbauwerk ist deshalb insgesamt 4300 m lang. Ihre beiden Stahlbeton-Pylone bestehen aus je einem breiten Pfeiler unter dem Brückendeck, der sich über ihm in einem senkrechten Stiel in der Mittelachse der Brücke fortsetzt. Die Hauptöffnung hat eine Spannweite von 246 m. Das Brückendeck ist 27,7 m breit und hat eine Bauhöhe von 2,5 m.
Benannt ist sie nach dem Hauptmann der portugiesischen Armee Salgueiro Maia (1944–1992), einem entscheidenden Akteur der Nelkenrevolution, die 1974 die Demokratie in Portugal wiederherstellte.